# Gift Leotlela
Gift Leotlela (12 de mayo de 1998) es un deportista de Sudáfrica que compite en atletismo. Ganó una medalla de plata en el Campeonato Mundial de Atletismo Sub-20 de 2016, en la prueba de 200 m.